# Los Thénardier

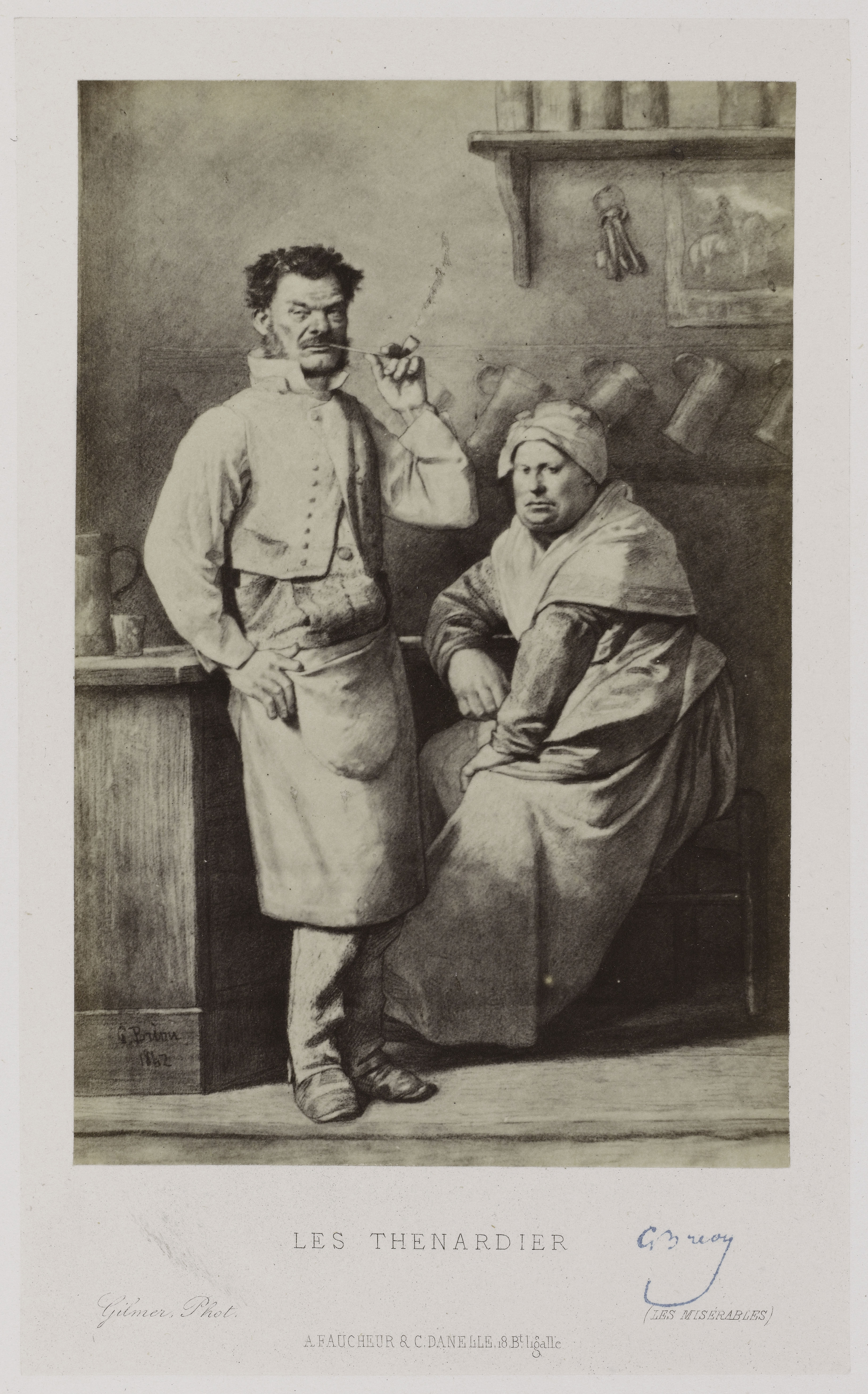
Los Thénardier en su posada de Montfermeil, ilustración de 1862.

Los Thénardier son una familia de la novela Los Miserables (1862) de Victor Hugo.

## Biografía de los personajes
La familia está compuesta por el padre (nacido en 1773, que en 1833, a través de la donación de Marius Pontmercy, emigró con su hija Azelma a los Estados Unidos de América donde tendrá esclavos), la madre (probablemente nacida entre 1783 y 1789, murió en 1832 en prisión), dos chicas, Eponine y Azelma, el pequeño Gavroche y otros dos niños de los que se ignoran los nombres.
El padre es un exsoldado convertido en sargento en la batalla de Waterloo gracias a la confusión del coronel Pontmercy que creyó que Thénardier pretendía ser un buen samaritano cuando en realidad era un ratero saqueador, el nombre de su posada lo muestra como una gloria. 
Fantine no puede mantener a su hija y regresa a su ciudad natal Montreuil, a buscar trabajo. En 1818, una madre soltera era rechazada y marginada por la sociedad de la época. Los Thénardier aceptan cuidar de Cosette por 7 francos al mes. Fantine 'confía' demasiado rápido en ellos. Cosette vive en el miedo y la tristeza mientras el matrimonio Thénardier la tiene como esclava en su casa.
Su posada quiebra en 1828 después de que Jean Valjean tuvo éxito en llevarse a Cosette y refugiarse en París al final del año 1823. Los Thénardier reaparecen en París por 1830 y han cambiado su nombre, son ahora la "familia Jondrette" con sus hijos, Azelma, Éponine y Gavroche.
Desde el principio los Thénardier demuestran ser mentirosos y la pareja no duda en recurrir a todo tipo de medios criminales, desde el más ligero a los agobiantes (explotación de la pobreza, hurto, robo, asalto y asesinato), permitiendo así que Hugo aborde las causas sociales de estos comportamientos y no condenar sistemáticamente ciertas acciones.

## Descripción
Thénardier es descrito como un hombre astuto, cobarde, más débil, pequeño, delgado, pálido y huesudo que parece enfermo. Su mujer en cambio es bastante robusta, e incluso es comparada por Víctor Hugo como un gigante, cuya voz y maneras parecen las de un hombre bruto.

## Thénard
Su nombre habría sido inspirado por Louis Jacques Thénard un renombrado químico que se opuso a la reducción del tiempo de trabajo de los niños.